# Diospyros vitiensis
Diospyros vitiensis är en tvåhjärtbladig växtart som beskrevs av John Wynn Gillespie. Diospyros vitiensis ingår i släktet Diospyros och familjen Ebenaceae.

## Underarter
Arten delas in i följande underarter:
- D. v. longisepala
- D. v. vitiensis